# Соснинский Ёган
Соснинский Ёган — река в Александровском районе Томской области и Нижневартовском районе Ханты-Мансийского автономного округа России, по всей реке проходит граница между регионами. Длина реки составляет 120 км, площадь водосборного бассейна 1800 км².
Начинается в заболоченной местности между верховьями рек Кульёган и Колтогорская на высоте 90 метров над уровнем моря. Течёт в северном направлении по сосново-кедровому и осиново-кедровому лесу. Низовья реки сильно заболочены, затапливаются при разливе в мае-июле. Устье реки находится в 1753 км от устья по левому берегу Оби на высоте 33 метра над уровнем моря.
В среднем течении, чуть выше устья Малой Кедровой, имеет ширину 11 метров и глубину 1,2 метра, ниже него — 27 и 1,6 метра соответственно. У развалин охотничьей избы Икнишина, между устьями Мохтика и Комсомольской — 33 и 2,4. Скорость течения воды в низовьях — 0,3 м/с.

## Притоки
- 20 км: Сартъёган[7] (лв)
- 29 км: Малая Речка[7] (пр)
- 46 км: Окунёвка[7] (пр)
- 53 км: Комсомольская[5] (пр)
- 68 км: Мохтик[5] (лв)
- 96 км: Кедровая[3] (лв)
- 113 км: Малый Ёган[3] (лв)

## Данные водного реестра
По данным государственного водного реестра России, относится к Верхнеобскому бассейновому округу, водохозяйственный участок реки — Обь от впадения реки Васюган до впадения реки Вах, речной подбассейн реки — Васюган. Речной бассейн реки — (Верхняя) Обь до впадения Иртыша.
Код водного объекта — 13010900112115200036781.